# هزير عبد الله
هزير بن عبد الله (من مواليد 6 أغسطس 1953)، هو سياسي بروني شغل سابقًا منصب نائب وزير الصحة من 2005 إلى 2010، ووزير الثقافة والشباب والرياضة من 2010 إلى 2015. و كان ممثل بروناي في لجنة حقوق الإنسان في أسيا، ورئيس شركة خطوط رويال بروناي الجوية والشركات التابعة لها، ولجنة إصلاح الخدمة العامة، ولجنة يوم الخدمة العامة، واللجنة التنفيذية للحكومة الإلكترونية، رئيس هيئة الشرطة واللجنة الاستشارية للقانون الجنائي، ونائب رئيس الصندوق الائتماني للموظفين.